# Kalitidu (plaats)
Kalitidu is een bestuurslaag in het regentschap Bojonegoro van de provincie Oost-Java, Indonesië. Kalitidu telt 3227 inwoners (volkstelling 2010).